# Riot Life
Riot Life («Райт Лайф») — американская рок-группа, помимо рока исполняющая в жанрах хардкор и хип-хоп.

## История
Название группы возникло от «Thieriot» — названия авеню в Бронксе, Нью-Йорк, где участники группы провели большую часть жизни. В конце 80-х годов молодёжь на Thieriot авеню объединялась в группы и большое распространение получили наркотики — будущие музыканты Riot Life боролись против наркомании своими песнями и высказываясь в них против устоявшихся норм жизни.
Проект Tha-Riot, включавший Shiest, B-Smoke, One Joe и Mr. Gunz распался после смерти последнего в 1994 году. Из всех музыкантов лишь One Joe хотел продолжать работу в Tha-Riot. Killa Kas и One Joe почти сразу начали писать и записывать песни. Провал переговоров с прежним продюсером заставил их искать новый лейбл. Так началось сотрудничество с Rich (Dr. Freek) Kenny.  После подписании контракта вышла первая песня «Kontak». Мечта Mr. Gunz осуществилась хоть и после его смерти, а группа навсегда изменила представление о хип-хопе. Tha-Riot возродился при участии Killa Kas и One Joe.
Rich (Dr. Freek) Kenny записал их первые композиции «Kontak» и «No Guaranteez», выпущенные независимым лейблом звукозаписи C.O.N./Riot Entertainment. C.O.N./Riot Entertainment было общим лейблом для «Children of Night Entertainment Inc.» и Killa Kas «Riot Entertainment».
Воодушевлённые успехом, C.O.N./Riot Entertainment выпускают ещё два сингла от Tha-Riot - «Sic of the Game» и «Walk Alone». На Восточном побережье группа выступала под названием Riot Life. Она завоёвывала популярность и появлялось всё больше фанатов и её сподвижников.
На рубеже веков родилось название — Riot Life Intertainment. Подпитываемая энергией фанатов, Riot Life завоёвывала всё большую славу. Найдя свою нишу в латинском сообществе Tha-Riot быстро стала голосом «Свободого Вьекеса» — пуэрто-риканского национального движения 2001 года. Участники группы исполнили гимн Вьекеса «Libertad» и это выступление стало популярным среди латиноамериканцев Нью-Йорка, а также на всевозможных мероприятиях, включая национальный парад в Пуэрто-Рико.
Композиция «Libertad» предназначалась не только для латиноамериканской аудитории, — это был боевой клич для всей молодёжи. Состоявшийся при участии Riot Life Intertainment в 2001 году фестиваль GreekFest также прошёл с участием афроамериканской молодёжи. Tha-Riot постепенно с музыкальной сцены переместился на политическую арену.

## Состав
- Killa Kas
- One Joe
- C Tha Truth
- Hitman-D

## Альбомы
| Год  | Название                          | Примечания              |
| ---- | --------------------------------- | ----------------------- |
| 2005 | R.I.O.T - Revolutions In Our Time | Дебютный альбом         |
| 2005 | Sic of the Game                   | Ремиксы                 |
| 2006 | The End is the Beginning Mixtape  | Микстейпы от DJ Kayslay |
| 2007 | Revolutions Reloaded              | IV альбом группы        |

## Клипы
- 2005: «We Riot»